# Domizia Longina
Domizia Longina (latino: Domitia Longina; 53 circa – 128 circa) è stata un'imperatrice romana come moglie dell'imperatore Domiziano, unica della dinastia flavia.

## Biografia

### Famiglia
Domizia Longina nacque tra il 50 e il 55, figlia minore del generale Gneo Domizio Corbulone e Cassia Longina; la sua zia paterna era Milonia Cesonia, imperatrice romana e moglie di Caligola. La sorella maggiore di Longina, Domizia Corbula, sposò il senatore Lucio Annio Vinciano. Il padre di Domizia, Corbulone, era uno dei più rispettati senatori e generali di Roma, console sotto Caligola, comandante in vittoriose campagne in Germania e in Oriente sotto Claudio e Nerone.
A seguito del fallimento della congiura di Pisone contro l'imperatore Nerone (65), Corbulone cadde in disgrazia, in quanto la sua famiglia aveva delle connessioni con i cospiratori: Corbulone fu obbligato a suicidarsi, mentre Annio Viciniano e suo fratello Annio Pollione furono messi a morte nelle successive epurazioni.
Poco si conosce della vita di Domizia prima del suo matrimonio con Domiziano, ma qualche tempo prima del 70 era sposata a Lucio Elio Lamia, un uomo di rango senatoriale.

### Matrimonio con Domiziano

#### Regno di Vespasiano e Tito

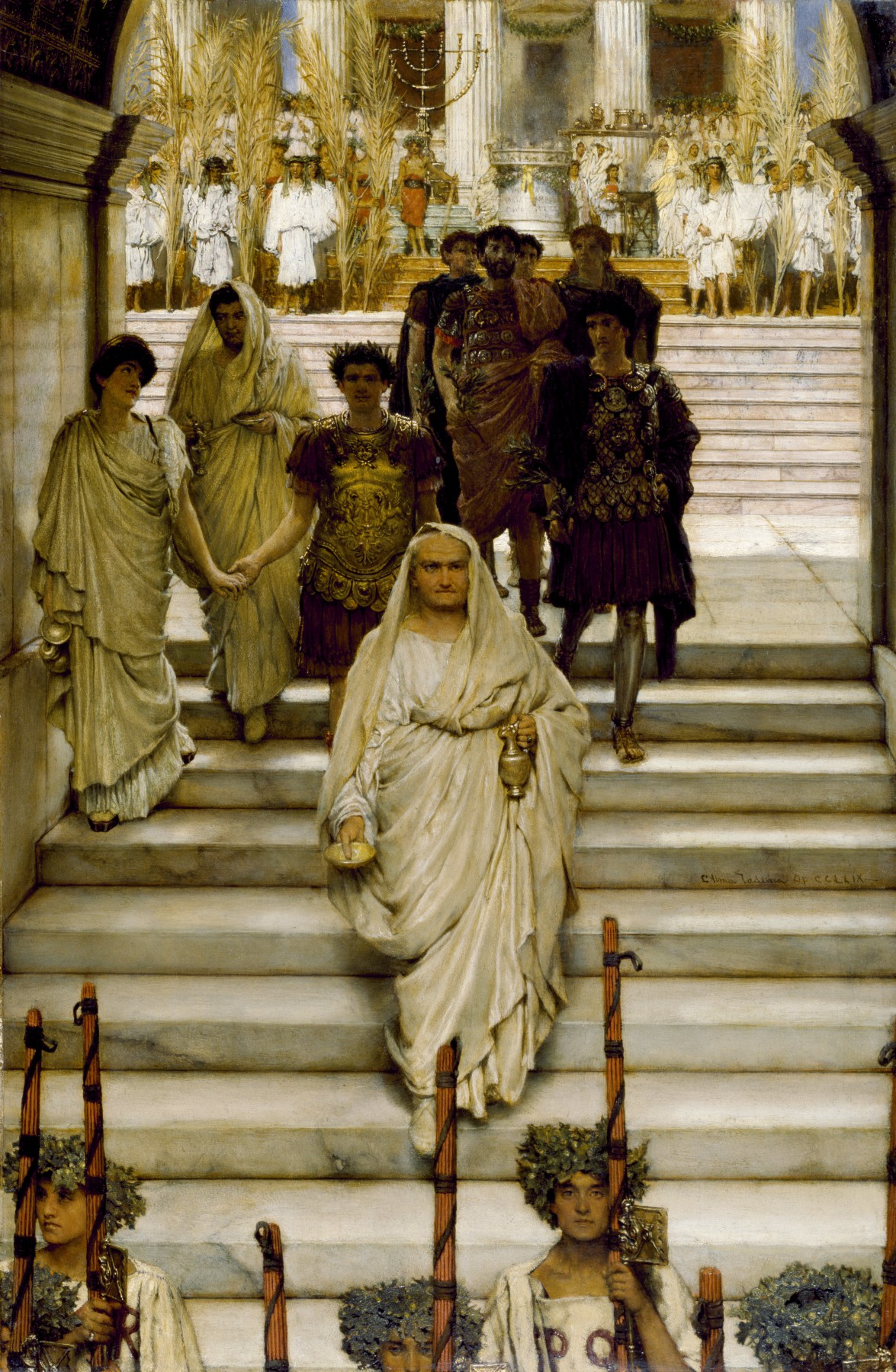
Il trionfo di Tito, di Lawrence Alma-Tadema (1885). La raffigurazione allude alla presunta relazione tra Tito (in secondo piano) e Domizia Longina (a sinistra, a fianco di Domiziano.

Dopo il suicidio di Nerone avvenuto il 9 giugno 68, l'Impero romano fu stravolto da una lunga guerra civile nota come l'anno dei quattro imperatori; la crisi giunse al termine con l'ascesa al trono di Vespasiano, che ristabilì la pace nell'Impero e fondò una dinastia, quella flavia, di breve durata. Nel 71, Vespasiano cercò di organizzare un matrimonio dinastico tra il figlio minore Domiziano e la figlia del suo figlio maggiore Tito, Giulia; ma nel frattempo Domiziano aveva già incontrato e si era già innamorato di Domizia Longina e aveva convinto Lamia a divorziare, eleggendolo in cambio a governatore della Tarraconense, in modo che Domiziano potesse sposarla. L'alleanza matrimoniale era vantaggiosa per entrambe le famiglie: da una parte riabilitava la famiglia di Corbulone, dall'altra permetteva alla propaganda flavia di tacere i successi politici di Vespasiano con i più discutibili imperatori della dinastia giulio-claudia e di sottolineare i legami con Claudio e Britannico.
Nel 80 nacque l'unico figlio di Domizia e Domiziano di cui si abbia notizia; Flavio Cesare, che morì nell'83. In questo periodo il ruolo di Domiziano nel governo dei Flavi era cerimoniale: mentre il fratello Tito condivideva il potere del padre quasi alla pari, Domiziano aveva onori ma nessuna responsabilità. La situazione non mutò alla successione di Tito al trono (23 giugno 79), e gli storici antichi e moderni ne deducono un'animosità reciproca tra i due fratelli. Nell'80 Tito conferì il consolato suffetto al primo marito di Domizia, Elio Lamia, un atto interpretato da alcuni storici come un'offesa a Domiziano. In un'altra occasione, in cui Tito consigliava a Lamia di sposarsi ancora, Lamia gli chiese se anche lui stesse cercando moglie.
Dopo appena due anni di regno, Tito morì inaspettatamente di febbre cerebrale il 13 settembre 81. Le sue ultime parole furono «ho fatto solo un errore»; lo storico contemporaneo Svetonio ipotizzò un possibile coinvolgimento di Domiziano nella morte del fratello, attribuendo le sue ultime parole a una voce molto popolare all'epoca, che voleva che Tito avesse avuto una relazione con Domizia Longina, voce che però lo stesso Svetonio definisce altamente improbabile.
Il 14 settembre il Senato romano confermò Domiziano successore di Tito, garantendogli la potestà tribunizia, il pontificato massimo e i titoli di augustus e Pater Patriae; Domizia Longina divenne quindi imperatrice.

#### Imperatrice
Poco dopo l'ascensione al trono, Domiziano conferì a Domizia il titolo onorifico di augusta, mentre il loro figlio defunto fu divinizzato; entrambi compaiono sulla monetazione di Domiziano in questa epoca. Nondimeno, il loro matrimonio sembra abbia sofferto una crisi notevole nell'83: per ragioni sconosciute, Domiziano esiliò brevemente Domizia, per poi richiamarla poco dopo, o per amore o per zittire le voci che lo volevano intrattenere una relazione con la nipote Giulia. Secondo Svetonio, Domizia fu esiliata per una sua relazione con un famoso pantomimo di nome Paride; quando Domiziano scoprì la relazione, avrebbe ucciso per la strada Paride, e divorziò immediatamente dalla moglie pianificandone la sua uccisione. Secondo Cassio Dione, Lucio Giulio Urso, a quel tempo un influente console alla corte dell'imperatore, convinse Domiziano a desistere dall'intento. Svetonio afferma anche che, mentre Domizia era in esilio, Domiziano prese Giulia con sé come una moglie, fin quando la nipote non morì per complicazioni della gravidanza.

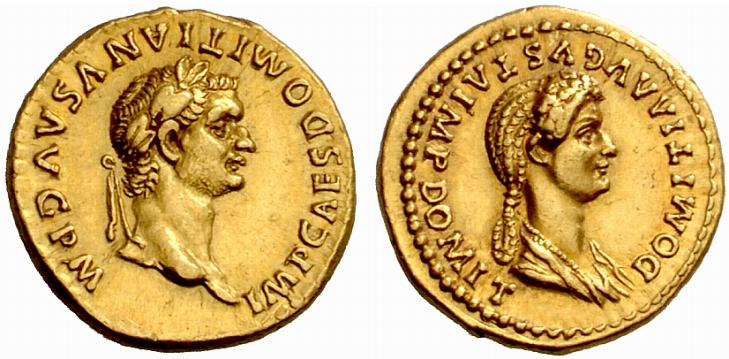
Aureo coniato nell'83 da Domiziano, con al rovescio il ritratto di Domizia e il titolo onorifico augusta

Gli storici moderni considerano inverosimile la ricostruzione di Svetonio, facendo notare che molte di queste storie furono diffuse da autori senatoriali ostili a Domiziano, che condannarono come tiranno dopo la sua morte: voci come quelle sulla presunta infedeltà di Domizia furono diffuse per segnalare l'ipocrisia di un sovrano che predicava pubblicamente il ritorno alla morale augustea, mentre in privato indulgeva in eccessi e presiedeva una corte corrotta. In effetti Domiziano esiliò la moglie, ma, secondo alcuni storici, perché Domizia non gli diede un erede. Non di meno le voci sulla relazione tra Domizia e Paride circolavano effettivamente all'epoca dei fatti, e l'imperatore non permetteva si offendesse impunemente il suo matrimonio; non molto dopo la sua salita al trono, Lucio Elio Lamia fu messo a morte per i motteggi pronunciati precedentemente, durante il regno di Tito; nel 93, un figlio di Elvidio Prisco fu messo a morte per aver composto una farsa satirica sulla separazione di Domiziano dalla moglie. Le voci sui rapporti tra Domiziano e Giulia furono probabilmente una invenzione degli scrittori successivi. Giulia morì di morte naturale e fu successivamente divinizzata da Domiziano.
Nell'84 Domizia era già tornata a palazzo, dove visse per il resto del regno di Domiziano senza ulteriori eventi di rilievo. Poco si conosce delle attività di Domizia come imperatrice o della sua influenza sul governo di Domiziano, ma pare che il suo ruolo fosse di mera apparenza cerimoniale. Svetonio racconta che accompagnava l'imperatore a teatro, mentre lo storico Flavio Giuseppe riferisce dei benefici ottenuti da Domizia.

### Vita successiva
Il 18 settembre 96 Domiziano fu assassinato da una cospirazione di palazzo organizzata da ufficiali di corte. Il suo corpo fu portato via su un carro funebre disadorno e cremato senza cerimonia dalla sua nutrice Phyllys, che mischiò le sue ceneri a quelle della nipote Giulia al Tempio di Vespasiano; Quello stesso giorno gli succedette un suo amico e consigliere, Marco Cocceio Nerva. Le fonti antiche coinvolgono Domizia nella congiura: lo storico Cassio Dione, vissuto più di un secolo dopo i fatti, racconta che Domizia mise le mani su di un documento che elencava i cortigiani che Domiziano intendeva mettere a morte, e passò questa informazione al capo del cerimoniale Partenio. La storia è molto probabilmente apocrifa, se lo storico Erodiano ne propone una versione simile per l'assassinio di Commodo. Secondo Jones, le prove dimostrano che Domizia rimase leale a Domiziano, anche dopo la sua morte: venticinque anni dopo la morte del marito, e malgrado la damnatio memoriae decretata dal Senato contro l'ultimo imperatore flavio, ella si riferiva a sé come «Domizia, moglie di Domiziano».
Domizia morì tra il 126 e il 130; tra il 126 e il 140 fu eretto un sacello in suo onore a Gabii.

## Discendenza
Da Lucio Elio Lamia ebbe almeno due figlie, mentre è incerto se Lucio Fundanio Lamia Eliano fosse loro figlio o piuttosto un nipote, figlio di una delle loro figlie (Elia) e di suo marito Lucio Fundanio.
Da Domiziano ebbe almeno un figlio e una figlia:
- Flavio Cesare (80 - 83), deificato dal padre subito dopo la morte;[26][27]
- Flavia, morta infante e deificata anch'ella.[28]

È invece controverso se fosse anche la madre di Vespasiano minore e Domiziano minore, dei quali è stato anche ipotizzato fossero figli del solo Domiziano o da lui adottati quando fu chiaro che non avrebbe avuto eredi naturali.